# New York (zvezna država)
New York [njú jórk] je tretja najbolj naseljena zvezna država ZDA, v kateri živi približno 20 milijonov ljudi. Nahaja se na severovzhodnem delu Združenih držav Amerike, ob meji s Kanado in obali Atlantskega oceana. Meji z zveznimi državami Vermont, Massachusetts, Connecticut, New Jersey in Pensilvanija. Največja mesta so New York, Buffalo, Rochester, Yonkers in Syracuse. Glavno mesto je Albany. New York nima uradnega jezika.
New York pokriva 141.089 km². Po velikosti je 27. zvezna država ZDA. Čeprav je država najbolj znana po mestu New York, so večina države kmetijska območja, gozdovi, reke, gore in jezera.
Adirondack State Park je največji park v Združenih državah Amerike, če odmislimo Aljasko. Najvišja točka v New Yorku je Mount Marcy, ki je visok 1.629 m.

## Demografija

### Jezik
Približno 14 % prebivalcev New Yorka doma govori špansko, 2 % govori kitajsko, 2 % italijansko, 1 % rusko, ostali pa govorijo angleško.

### Vera
Več kot 40 % Newyorčanov je katolikov, 30 % je protestantov, 5 % Judov, 3,5 % muslimanov, 1 % budistov 13 % pa je nevernih.

### Šolstvo
V New Yorku je več kot milijon študentov, ki se učijo v 1.200 različnih šolah.